# 馬里昂鎮區 (密蘇里州默瑟縣)
馬里昂鎮區（英語：Marion Township）是位於美國密蘇里州默瑟縣的一個行政鎮區。

## 地方資料
馬里昂鎮區的面積為134.77平方千米，當中陸地面積為134.17平方千米，而水域面積為0.60平方千米。根據2020年美國人口普查的數據，當地共有人口790人，而人口密度為每平方千米5.86人。